# Makarowo (nowlenskij sielsowiet, rejon wołogodzki)
Makarowo (ros. Макарово) – wieś w Rosji, w rejonie wołogodzkim obwodu wołogodzkiego. W 2010 r. liczyła 1 mieszkańca.